# Herb gminy Szczerców
Herb gminy Szczerców – jeden z symboli gminy Szczerców, ustanowiony 27 sierpnia 2004. 

## Wygląd i symbolika
Herb przedstawia na tarczy w polu błękitnym trzykondygnacyjną wieżę-dzwonnicę kościelną, nakrytą spiczastym dachem złotym, zwieńczonym takimż krzyżem łacińskim, ze skosami u podstawy. W dolnej kondygnacji otwarta furta, w której ukoronowany monogram "K" złoty, nad kondygnacją galeria, w drugiej, węższej kondygnacji okno, nad nią słupy wspierające dach jako trzecia kondygnacja. Z prawej klucz w słup, złoty. Z lewej miecz na opak o ostrzu srebrnym i rękojeści złotej.
Wieża o podobnym wzorze występuje w najwcześniejszych pieczęciach miejskich Szczercowa. Miecz i klucz to atrybuty świętych Piotra i Pawła. Ukoronowany inicjał "K" to monogram króla Kazimierza Wielkiego, który lokował miasto, ufundował kościół i wyposażył parafię. Błękitna barwa pola symbolizuje wiarę i świętość i często występuje w herbach miast królewskich.